# حب الثلج الصيني
حب الثلج الصيني أو سمفورين صيني (الاسم العلمي:Symphoricarpos sinensis) هو نوع من النباتات يتبع جنس حب الثلج من الفصيلة المعزية الورق.